# George M. Cohan
Pour les articles homonymes, voir Cohan (homonymie).
George M. Cohan est un dramaturge, scénariste, compositeur et acteur américain, né le 3 juillet 1878 à Providence, Rhode Island (États-Unis), mort le 5 novembre 1942 à New York (New York).
Il est considéré comme le père de la comédie musicale américaine.

## Biographie
D'origine irlandaise, il est baptisé catholique en 1878 à l'église Saint-Joseph de Providence.
Sa pièce The Meanest Man in the World a été adaptée au cinéma par Edward F. Cline en 1923 (The Meanest Man in the World avec Bert Lytell) puis une seconde fois par Sidney Lanfield en 1943 (The Meanest Man in the World avec Jack Benny).
Sa sœur aînée, Josephine Cohan, est une actrice ayant épousé le pionnier du cinéma Fred Niblo.

## Hommages
Georges M. Cohan a sa statue à New York, sur Times Square.
Un film sur sa vie a été tourné en 1942 : La Glorieuse Parade (Yankee Doodle Dandy).

## Filmographie

### Comme scénariste
- 1916 : Officer 666 (en)

### Comme compositeur
- 1934 : Gambling : Al Draper
- 1933 : Les Compagnons de la nouba (Sons of the Desert)
- 1970 : George M! (TV)

### Comme acteur
- 1917 : Seven Keys to Baldpate : George Washington Magee
- 1917 : Broadway Jones : Broadway Jones
- 1918 : Hit-the-Trail Holliday : Billy Holliday
- 1932 : Le Président fantôme (The Phantom President) de Norman Taurog : Theodore K. Blair / Peeter J. 'Doc' Varney

## Théâtre
- 1904 : Little Johnny Jones